# Labradorit
Labradorit med den kemiska formeln ((Ca, Na)(Al, Si)4O8), är en kalcium-natriumfältspat (en plagioklas), som kristalliserar triklint. Mineralet är en väsentlig beståndsdel i eruptiva bergarter – både dag- och djupbergarter. Mineralet är en fast lösning med sammansättningen 50 – 30 procent albit och 50 – 70 procent anortit. Det identifierades första gången i Labrador, Kanada, och kan uppvisa en iriserande effekt (schiller).

## Fysiska egenskaper
Labradorit har specifik vikt som varierar från 2,68 till 2,72. Streckfärgen är vit, som för de flesta silikater. Brytningsindexet sträcker sig från 1,559 till 1,573 och tvillingar är vanligt. Som med alla plagioklasmedlemmar är kristallsystemet trikliniskt, och tre riktningar av spaltning finns, varav två är nästan i rät vinkel och är mer uppenbara, och är av god till perfekt kvalitet, medan den tredje riktningen är svag. 

## Förekomst
Labradorit förekommer som klara, vita till gråa, ribbade till blockigt formade korn i vanliga mafiska magmatiska bergarter som gabbro, norit, andesit och basalt. Labradoritkristaller förekommer som strökorn i askan från Monti Rossi på Etna på Sicilien.
Det geologiska området för labradorit är Paul's Island nära staden Nain i Labrador, Kanada. Det har också rapporterats i Grönland, Polen, Sverige, Norge, Finland och olika andra platser över hela världen, med anmärkningsvärd distribution i Madagaskar, Kina, Australien, Slovakien och USA. I Ylämaa i sydöstra Finland bryts en varietet av labradorit som kallas spektrolit.
Labradorit förekommer i mafiska magmatiska bergarter och är den fältspatsort som är vanligast i basalt och gabbro. De ovanliga anortositkropparna består nästan uteslutande av labradorit. Den finns också i metamorfa amfiboliter och som en detrital komponent i vissa sediment. Vanliga mineralföreningar i magmatiska bergarter är olivin, pyroxener, amfiboler och magnetit.

## Labradorescens
Labradorit kan visa en iriserande optisk effekt (eller schiller) som kallas labradorescens. Termen labradorescens myntades av Ove Balthasar Bøggild, som definierade det (labradorisering) på följande sätt:
Labradorisering är den speciella reflektionen av ljuset från submikroskopiska plan orienterade i en riktning (sällan i två riktningar); dessa plan har aldrig en sådan position att de kan uttryckas med enkla index, och de är inte direkt synliga under mikroskopet.
Bidrag till förståelsen av ursprunget och orsaken till effekten gavs av Robert Strutt, 4:e baron Rayleigh (1923), och av Bøggild (1924).
Orsaken till detta optiska fenomen är fasutlösnings-lamellstruktur som förekommer i Bøggilds blandbarhetsgap. Effekten är synlig när lamellavståndet är mellan 128 och 252 nm då lamellerna inte nödvändigtvis är parallella och den lamellära strukturen visar sig sakna ordning på lång räckvidd.
Den lamellära separationen sker endast i plagioklaser av en viss sammansättning, de av kalkhaltig labradorit (50–70 procent anortit) och bytownit (formel: (Ca0,7-0,9,Na0,3-0,1)[Al(Al,Si)Si2O8], det vill säga med en anortithalt på ca 70 till 90 procent) exemplifierar detta särskilt. Ett annat krav för den lamellära separationen är en mycket långsam avkylning av berget som innehåller plagioklasen. Långsam kylning krävs för att tillåta Ca-, Na-, Si- och Al-jonerna att diffundera genom plagioklasen och producera den lamellära separationen. Därför uppvisar inte alla labradoriter labradorescens (de kanske inte har rätt sammansättning, svalnade för snabbt eller båda), och inte alla plagioklaser som uppvisar labradorescens är labradoriter (de kan vara bytownit).
Vissa ädelstensvarianter av labradorit som uppvisar en hög grad av labradorescens kallas spektrolit.

## Galleri

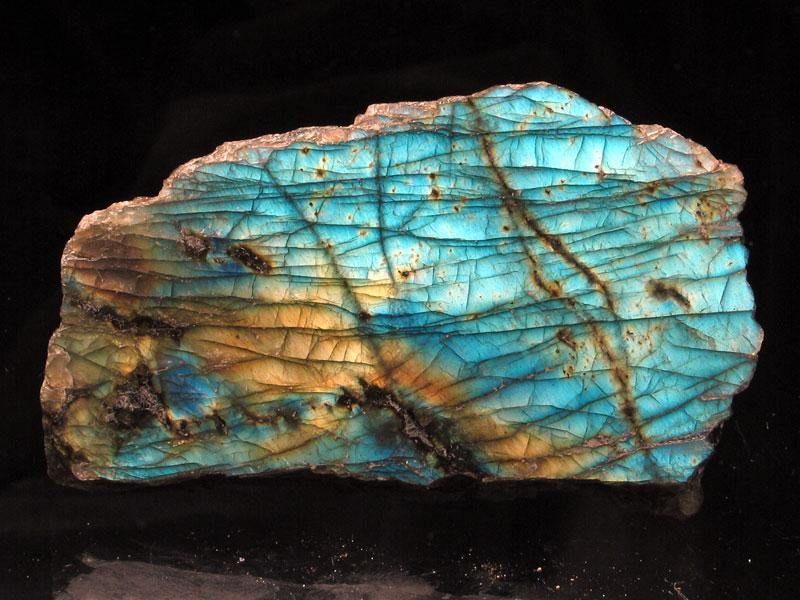
Polerat block från Madagaskar
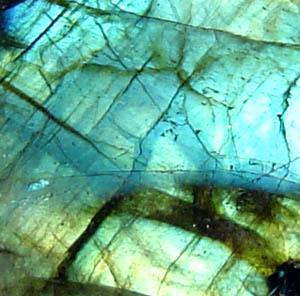
Detalj av labradorit
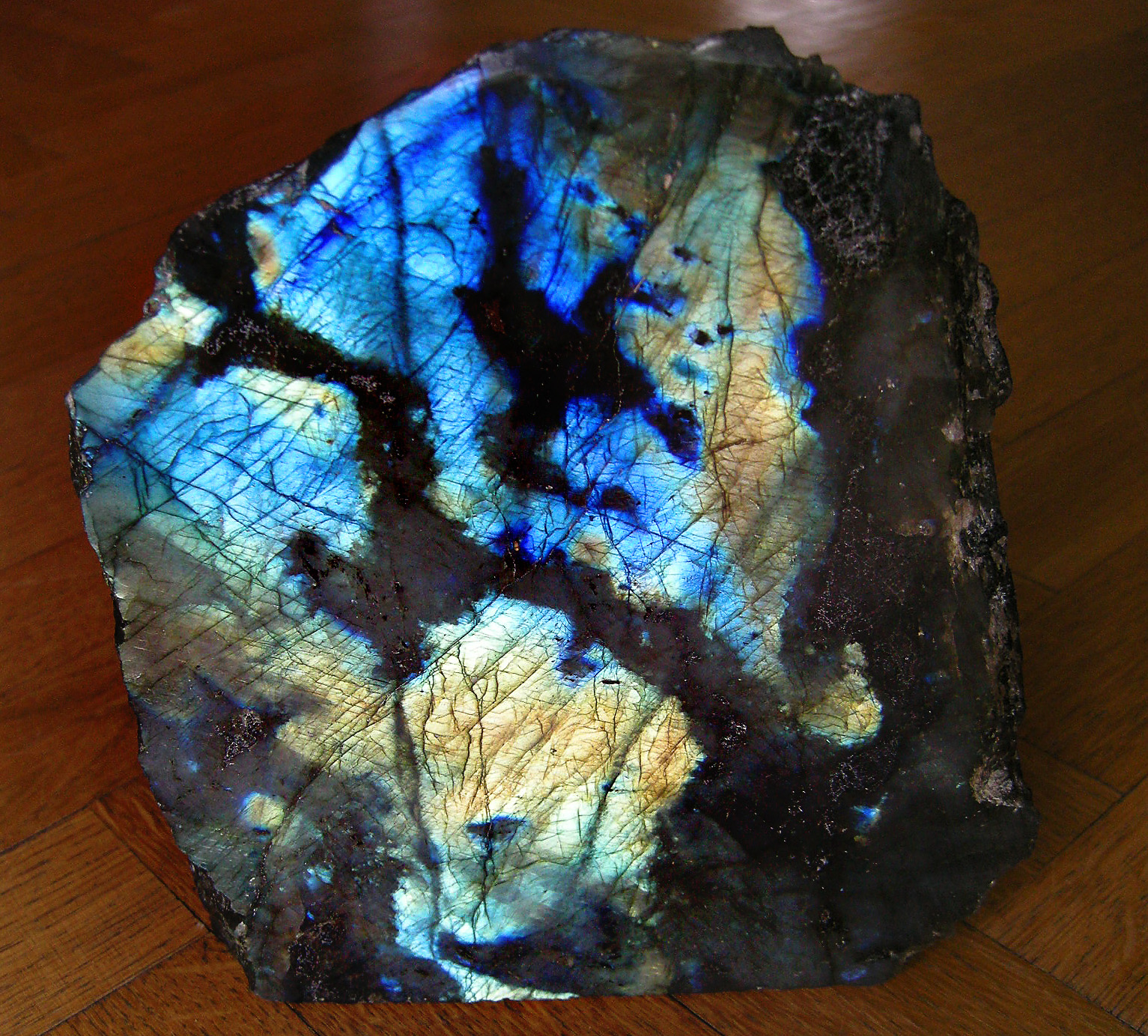
Polerad labradorit, 18 × 20 cm
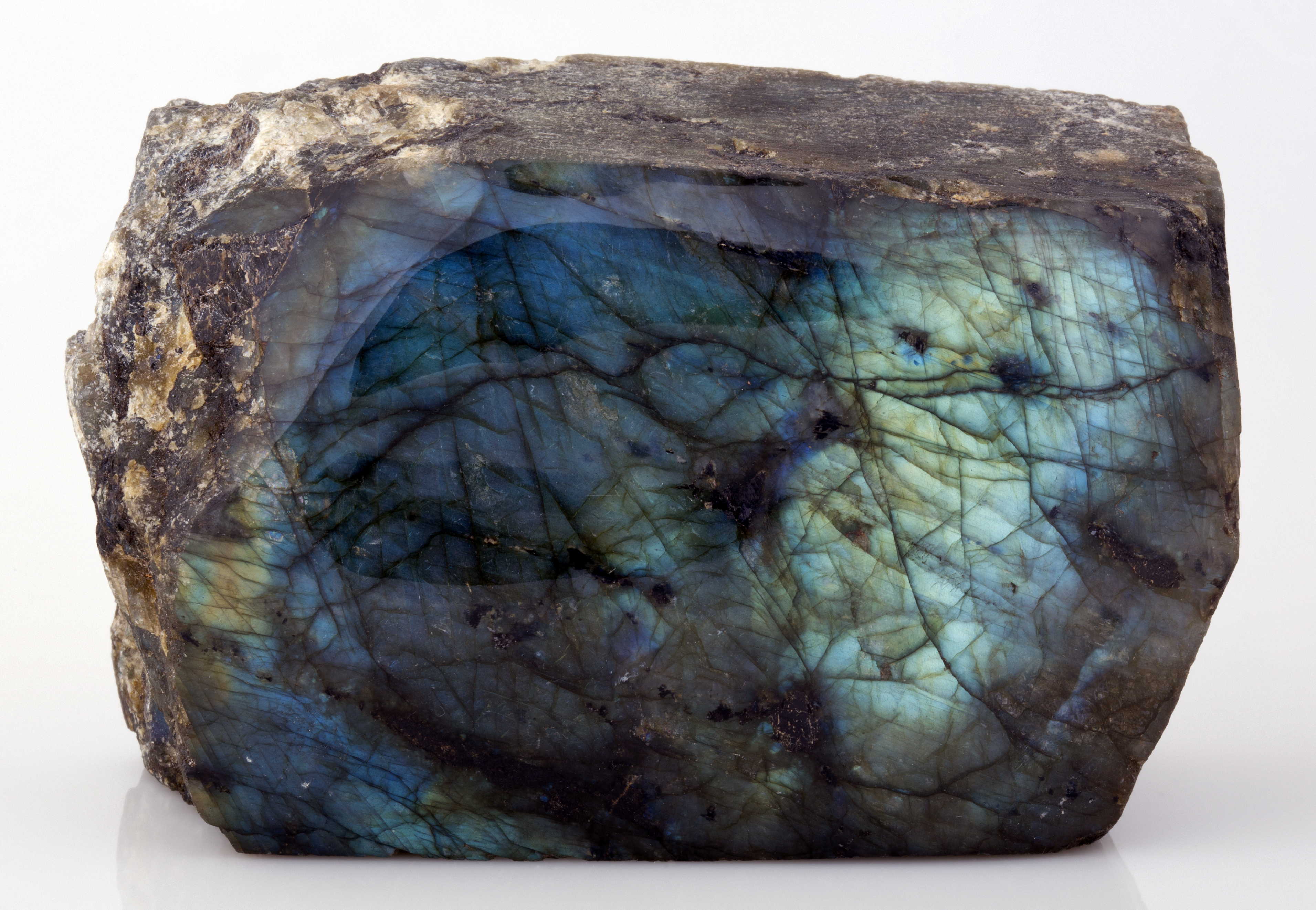
Polerad labradorit from UCL Geology collections
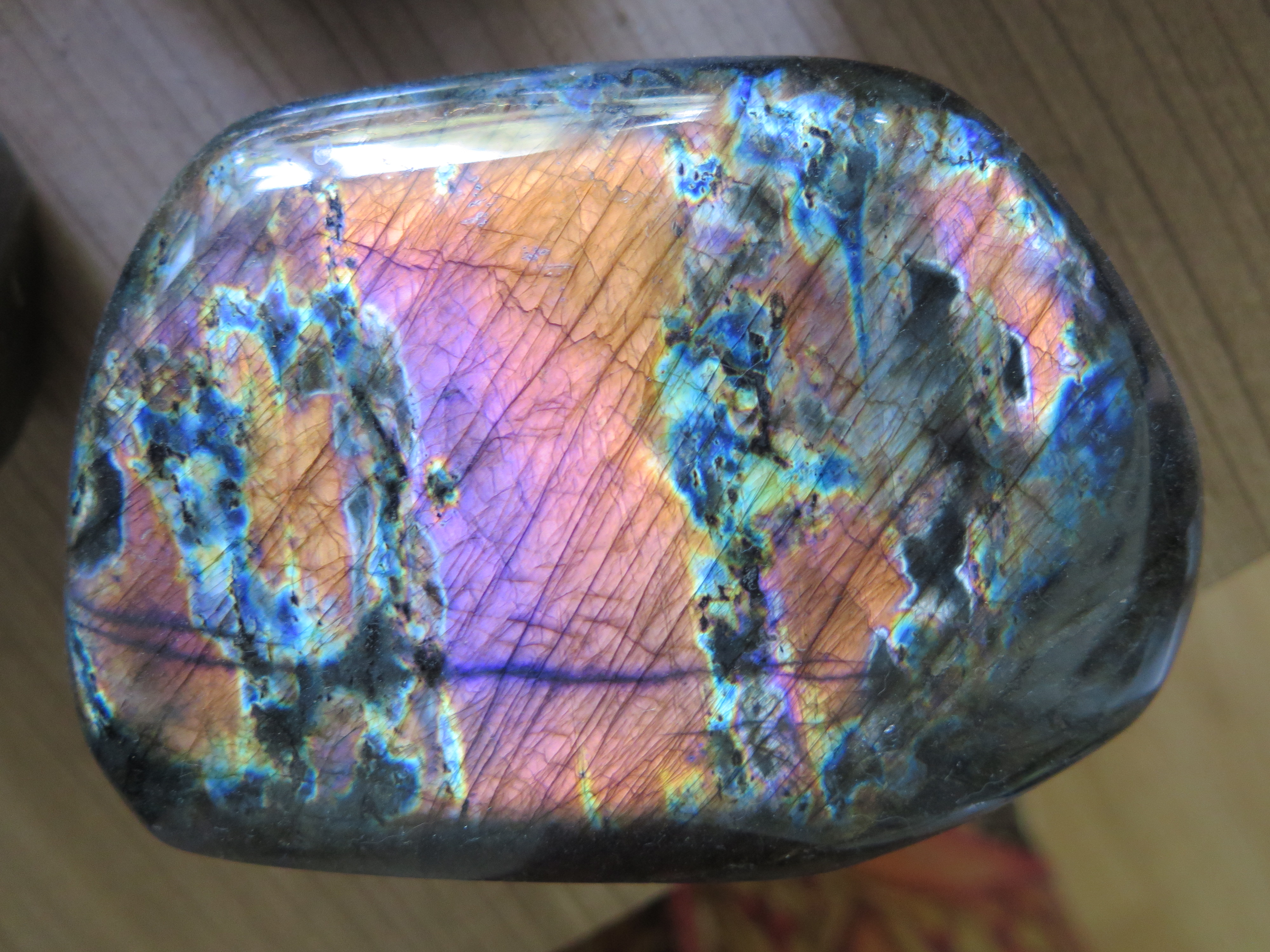
Labradorit med sällsynta färger
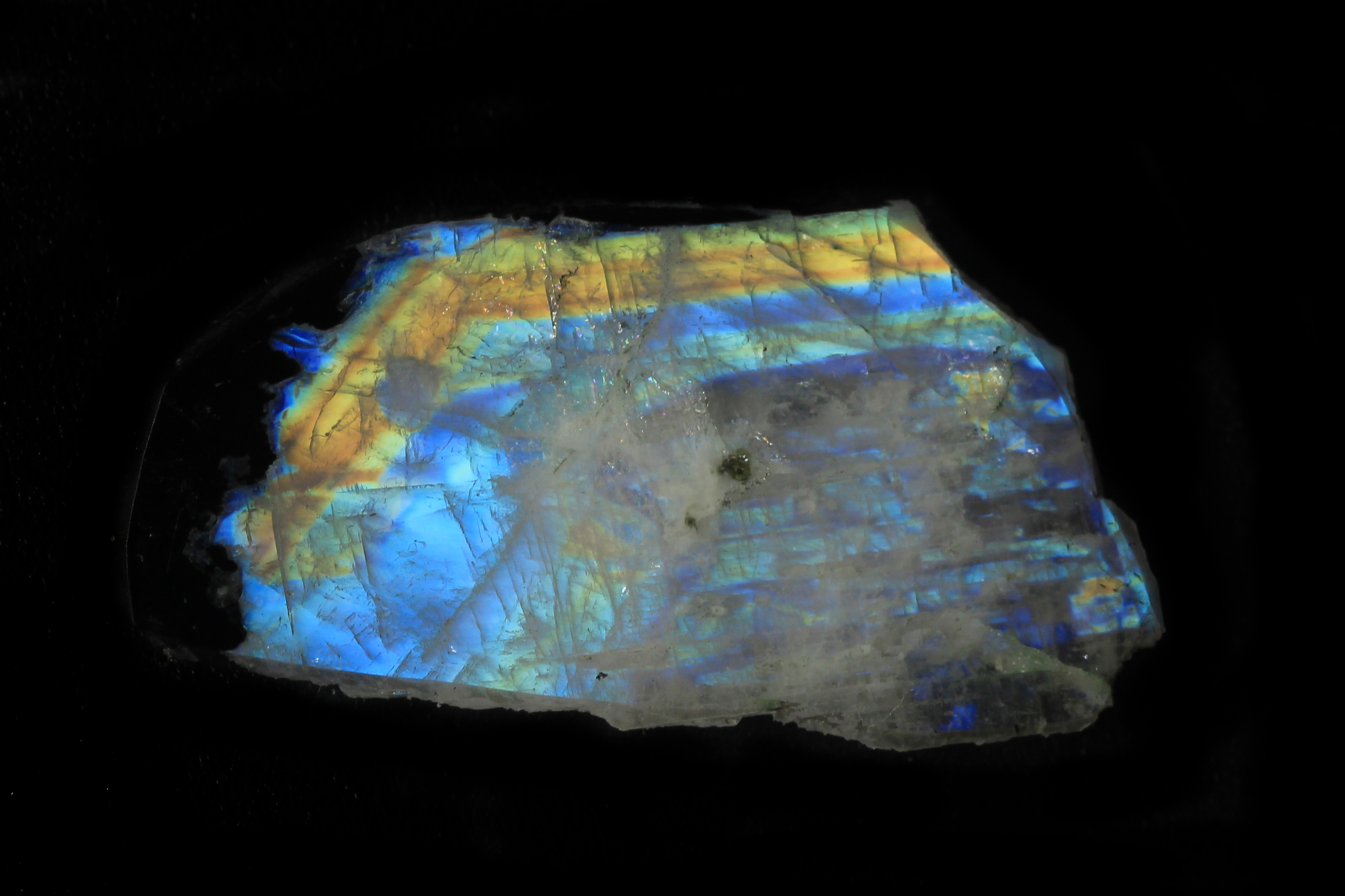
Polerad labradorit
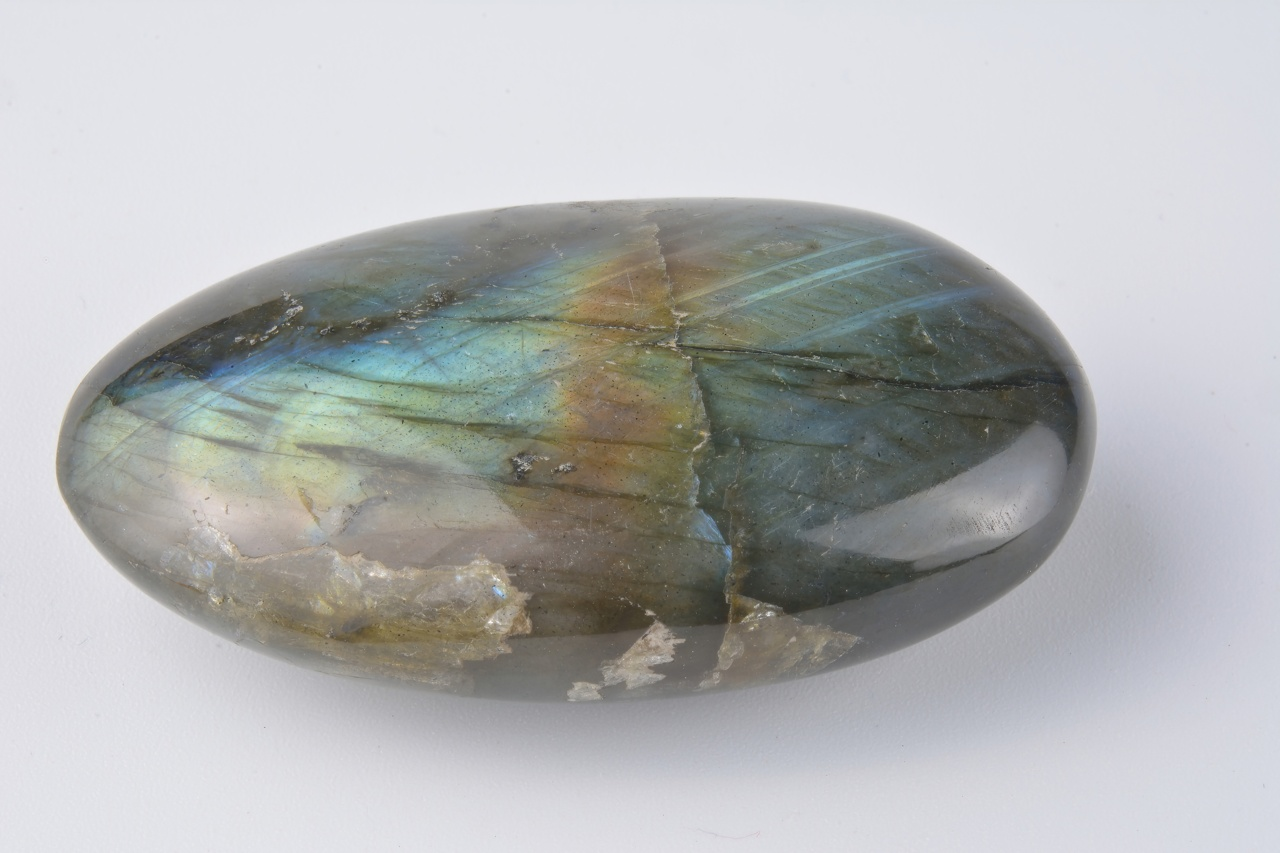
Iridescenseffekt på grå labradorit